# L'animale femmina
L'animale femmina (The Female Animal) è un film statunitense del 1958 diretto da Harry Keller.

## Trama
La famosa attrice cinematografica Vanessa Windsor seduce Chris Farley, comparsa nel suo ultimo film, e questa volta – a differenza dei flirt passeggeri comuni ai divi hollywoodiani, e che anche lei ha in passato provato - pare che il vero amore della sua vita sia alla fine sbocciato. Nello stesso tempo anche Penny, la figlia adottiva di Vanessa, - che ha sempre accusato la madre di essere priva di sentimenti autentici verso di lei - inizia una relazione con Chris – a questo punto decisamente confuso -, senza che la madre lo sappia.
Viene a saperlo poco prima di girare l'ultima scena del film, al termine della quale – invece di lasciare il compito alla sua controfigura – si getta ella stessa dall'alto di un ponte nello specchio d'acqua sottostante.
Tratta in salvo, dice a Penny e Chris, sopraggiunti al suo capezzale, che in quei minuti in cui ha rischiato di annegare si è vista passare tutta la vita davanti, e, in un certo senso – per quanto tardivamente – è maturata, e ha realizzato che qualunque cosa sia accaduta fra lei e Chris era inappropriato e non reale.
I visitatori lasciano la camera di Vanessa, e l'infermiera, rimasta sola con lei, le dice di aver notato come il mestiere di attore, come in questo caso, sia a volte pericoloso, e che lei stessa, ad esempio, non l'avrebbe mai intrapreso, se non per il benessere dei figli (concetto condiviso da Vanessa); ed aggiunge – da fervente ammiratrice – che la migliore qualità di Vanessa sul set, a suo parere, era la verisimiglianza delle sue interpretazioni. "È sperabile!", risponde l'attrice.
Chris era rimasto ad origliare dietro alla porta: quando l'infermiera si allontana, egli rientra e fa per controbattere le precedenti affermazioni della donna, ma Vanessa lo liquida dicendo "Fra noi non avrebbe mai potuto funzionare". Chris intende, ed esce. Gli occhi di Vanessa, adagiata sul cuscino, si velano di lacrime.  